# Wilhelm Ackermann (Journalist)
Wilhelm Ackermann (* 3. Mai 1887 in Köln; † 1959) war ein deutscher Journalist.

## Leben
Als Sohn des Obersekretärs der Eisenbahn Simon Ackermann und seiner Ehefrau Anna Schiffers nahm er in Berlin und Tübingen das Studium der Nationalökonomie auf. Seine ersten praktischen Erfahrungen in der Journalistik sammelte Ackermann bei der Zeitung Tübinger Chronik. Danach wurde er in Darmstadt Chefredakteur der Hessischen Landeszeitung. Es folgte die Übersiedlung nach Berlin, wo er ein politischer Vertrauter von Ludwig von Heyl zu Herrnsheim wurde.
Am 1. April 1917 übernahm er die Leitung für die innenpolitische Berichterstattung bei der nationalkonservativen Deutschen Zeitung. Zum 1. Januar 1918 wechselte Ackermann als Redakteur zur Deutschen Tageszeitung, bei der er anfangs ebenfalls für das Innenpolitik-Ressort und 1920 als Chefredakteur verantwortlich war.
Seit 1930 leitete er als Vorsitzender den Reichsverband der Deutschen Presse. Am 30. April 1933 wurde Otto Dietrich zu seinem Nachfolger gewählt. Bei der Delegiertenversammlung an diesem Tag vollzog der Verband die Gleichschaltung der deutschen Presse. Ackermann benannte dabei öffentlich, aber vorsichtig die Konsequenzen:
"Das bedeutet wie für alle Berufsstände auch für die deutschen Journalisten eine gewisse Verengung des Bettes, in dem bisher der Strom der journalistischen Arbeit geflossen ist, aber, so hoffe ich, auch gleichzeitig eine Vertiefung."
Anschließend wechselte er in den Verwaltungsrat der berufseigenen Versorgungsanstalt des Reichsverbandes der Deutschen Presse.
Er war mit Charlotte Kleinschmidt verheiratet, wohnte 1935 in Wünsdorf im Landkreis Teltow und hatte seine Büros in Berlin SW 11 in der Dessauer Straße 6-8 und in der Bernburger Straße 12-13.